# Ingrid Colicis
Ingrid Colicis, (Gosselies (Charleroi), 28 décembre 1972), est une femme politique belge de langue française, ancien membre du PS. Elle a été députée wallonne et échevine à Charleroi. En 2012, elle annonce qu'elle quitte la politique.
En 2018, elle rejoint DéFI et occupera la 2e place aux régionales de mai 2019 à Charleroi pour ce parti.
Atteinte d'un cancer rare en 2017, elle sensibilise les pouvoirs publics à l'importance de la prévention et de la qualité de la nourriture dans les hôpitaux. 
Licenciée en traduction anglais-néerlandais et en sciences économiques et sociales (option gestion financière) à l'Université de Mons-Hainaut.

## Carrière politique
- 1998-2001 : attachée au Centre régional d'Aide aux Communes (CRAC) chargée des communes et intercommunales hospitalières luxembourgeoises.
- 2001-2005 : échevine des finances aux Bons Villers.
- 2001-2004 : attachée dans la cellule Pouvoirs locaux du Cabinet du ministre-président du gouvernement wallon, Jean-Claude Van Cauwenberghe.
- 2004-2009 : députée wallonne
- 2006-2007 : conseillère communale à Charleroi
- 2007-2012 : échevine du Logement et des Sports à Charleroi

## Source
1. ↑  OPPENS Xavier Van, « Charleroi : Ingrid Colicis quitte la politique », sur rtbf.be, 4 octobre 2012 (consulté le 12 novembre 2023).